# Ananta

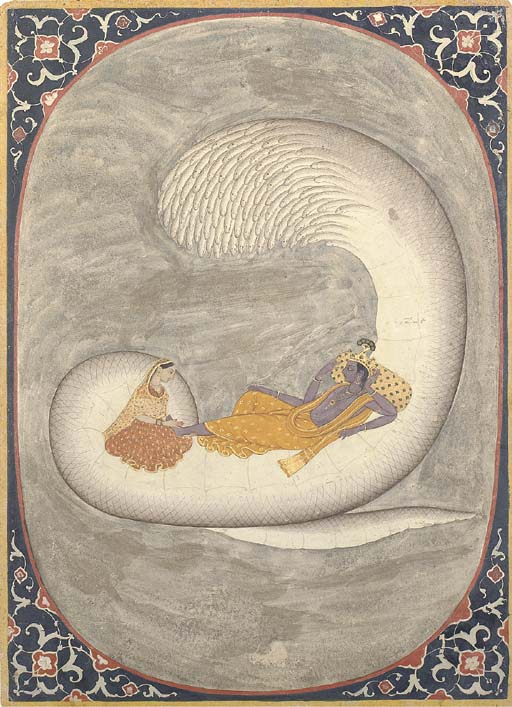
Vishnu reposant sur Ananta tandis que sa compagne Lakshmi lui masse les pieds.

Ananta appelé aussi Shesha (en devanagari : शेष) ou Adishesha est un serpent, (nâga), de la mythologie de l'hindouisme. Son nom sanskrit Ananta signifie sans fin, ou, sans limite, éternel ou infini. Shesha par contre peut se traduire par « vestige » car Adisheha est le soutien et donc le reste de tout nouvel univers (kalpa) lorsque, dans la cosmologie hindoue, une nouvelle ère se créée.
De nombreuses histoires se disent sur Ananta. Ce serpent cosmique sert de lit à Vishnu lorsque celui-ci se repose après la dissolution (pralaya) d'un univers ancien. Adisheha est dit fils d'une rishi, mais aussi descendant de Shiva ; pour autant il est plus lié avec Brahma. Le grand frère de Krishna dénommé Balarâma est décrit comme l'un de ses avatars.
Ses têtes sont multiples, au nombre de mille.
Un autre serpent célèbre de la mythologie hindoue proche de Adisheha est Vâsuki.
Il a donné son nom à la ville de Thiruvananthapuram : « cité du seigneur Ananta » en sanskrit.

## Dans les jeux vidéo
Le seigneur Ananta apparait dans la licence Yo-kai Watch, ce Yo-kai ayant été rival du seigneur Enma actuel, son Âmultime (attaque spéciale) est une rafale de serpents. Son nom japonais est "Roi serpent Kaira".